# ...Earth to the Dandy Warhols...
...Earth to the Dandy Warhols... è un album studio del gruppo statunitense The Dandy Warhols, pubblicato il 5 maggio 2008.

## L'album
È questo il loro primo album inciso dopo aver lasciato la Capitol Records. Con la sua pubblicazione, la band ritorna in grande stile dopo 3 anni; sul loro sito ufficiale è possibile ascoltare una delle canzoni presenti nel loro album.
La canzone A Wasp in a Lotus è stata suonata molte volte come promo per Earth To.... La presenza della canzone nell'album è stata confermata da Courtney Taylor-Taylor al Camden Elecric Ballroom nel 2007. Inoltre l'opera è impreziosita dalla partecipazione di Mark Knopfler che suona la dobro nel pezzo Love Song.

## Tracce
1. The World The People Together (Come On)
2. Mission Control
3. Welcome To The Third World
4. Wasp In A Lotus
5. And Then I Dreamt Of Yes
6. Talk Radio
7. Love Song
8. Now You Love Me
9. Mis Amigos
10. The Legend of the Last of the Outlaw Truckers AKA The Ballad Of Sheriff Shorty
11. Beast Of All Saints
12. Valerie Yum
13. Musee D'Nougat

## Formazione
- Courtney Taylor-Taylor - voce, chitarra
- Peter Holmstrom - chitarra
- Zia McCabe - tastiera
- Brent DeBoer - batteria